# Petit Ours Brun (série télévisée d'animation, 1988)
Pour les articles homonymes, voir Petit Ours Brun (homonymie).
Petit Ours Brun Les Aventures de Petit Ours Brun
Petit Ours Brun est une série télévisée française d'animation, en 100 épisodes de deux minutes puis une minute, créée d'après le personnage éponyme de Claude Lebrun — illustré par Danièle Bour — qui publiait son petit héros dans le magazine Pomme d'Api du groupe de presse Bayard jeunesse en 1975.
La série Petit Ours Brun est diffusée à partir du 12 septembre 1988 sur FR3. Elle est également diffusée en 1992 sur Canal J. Au Québec, la série est diffusée au Canal Famille.
En 1999, elle a été distribuée en VHS et en 2003 en DVD (régie cassette vidéo et TF1 Vidéo).

## Synopsis
La série se concentre sur Petit Ours Brun, qui vit ses toutes premières aventures avec les tout petits et les plus grands en faisant parfois quelque bêtises.

## Distribution (voix françaises)
- Ghyslaine Lenoir : la narratrice
- Gil Baston : onomatopées et bruits

## Fiche technique de création de la série
- Interprète du générique : Henri Dès
- Vidéographie : Paul Guetal et Franck Pucques
- Réalisation : Danièle Bour
- Montage : Jean-Marie Gilles

## Série régulière (par ordre croissant)
| Saisons | Nombre d'épisodes | Première diffusion | Dernière diffusion |
| ------- | ----------------- | ------------------ | ------------------ |
| 1       | 67                | 12 septembre 1988  | 5 décembre 1988    |
| 2       | 34                | 6 décembre 1988    | 3 janvier 1989     |

## Observations
Il existe un reboot de cette série qui contient 52 épisodes sur France 5 et sur TiJi : Les Aventures de Petit Ours Brun (2003-2004).